# TML廣場

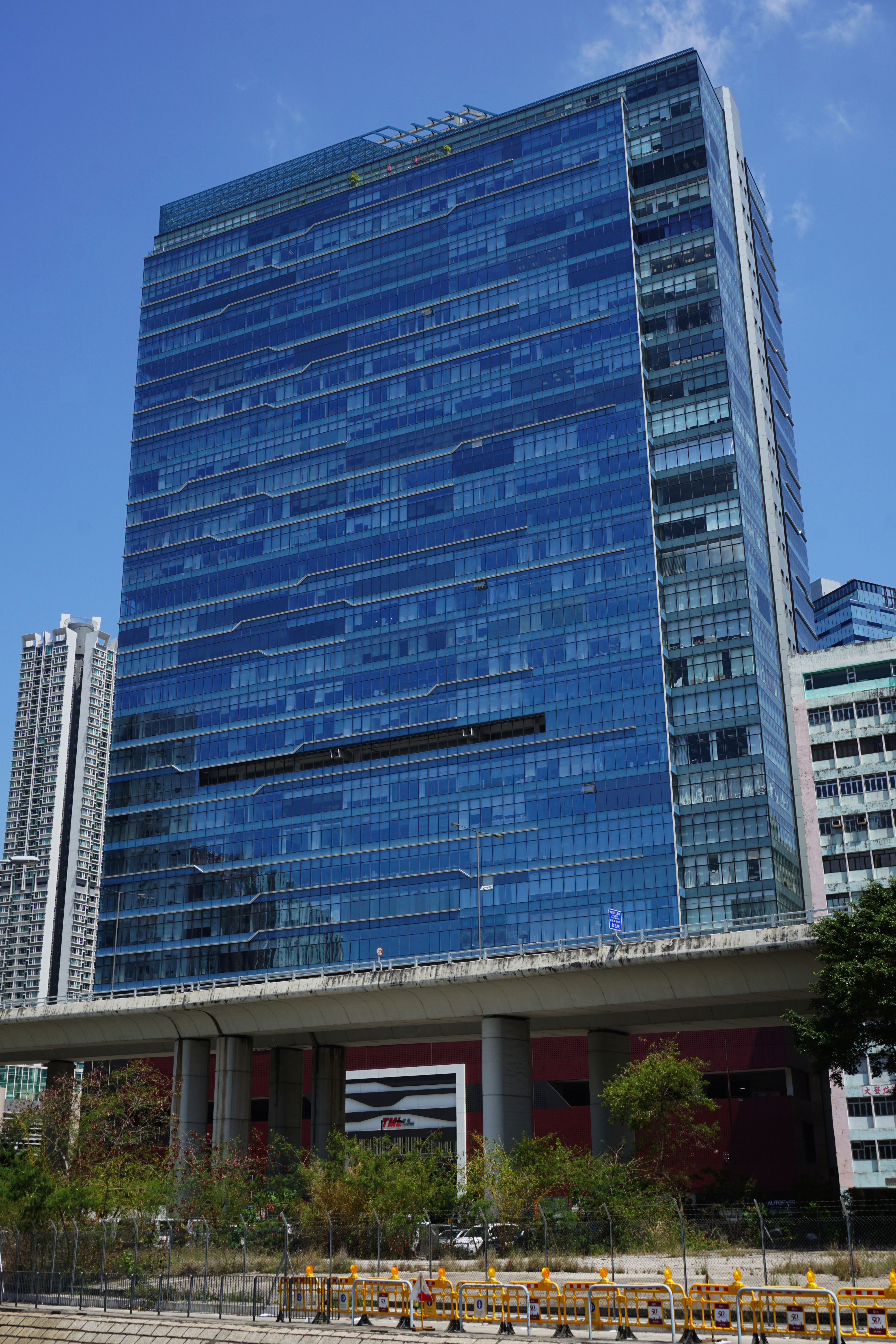
TML廣場為工廈，但設計與現時新型寫字樓相似，採用落地玻璃設計

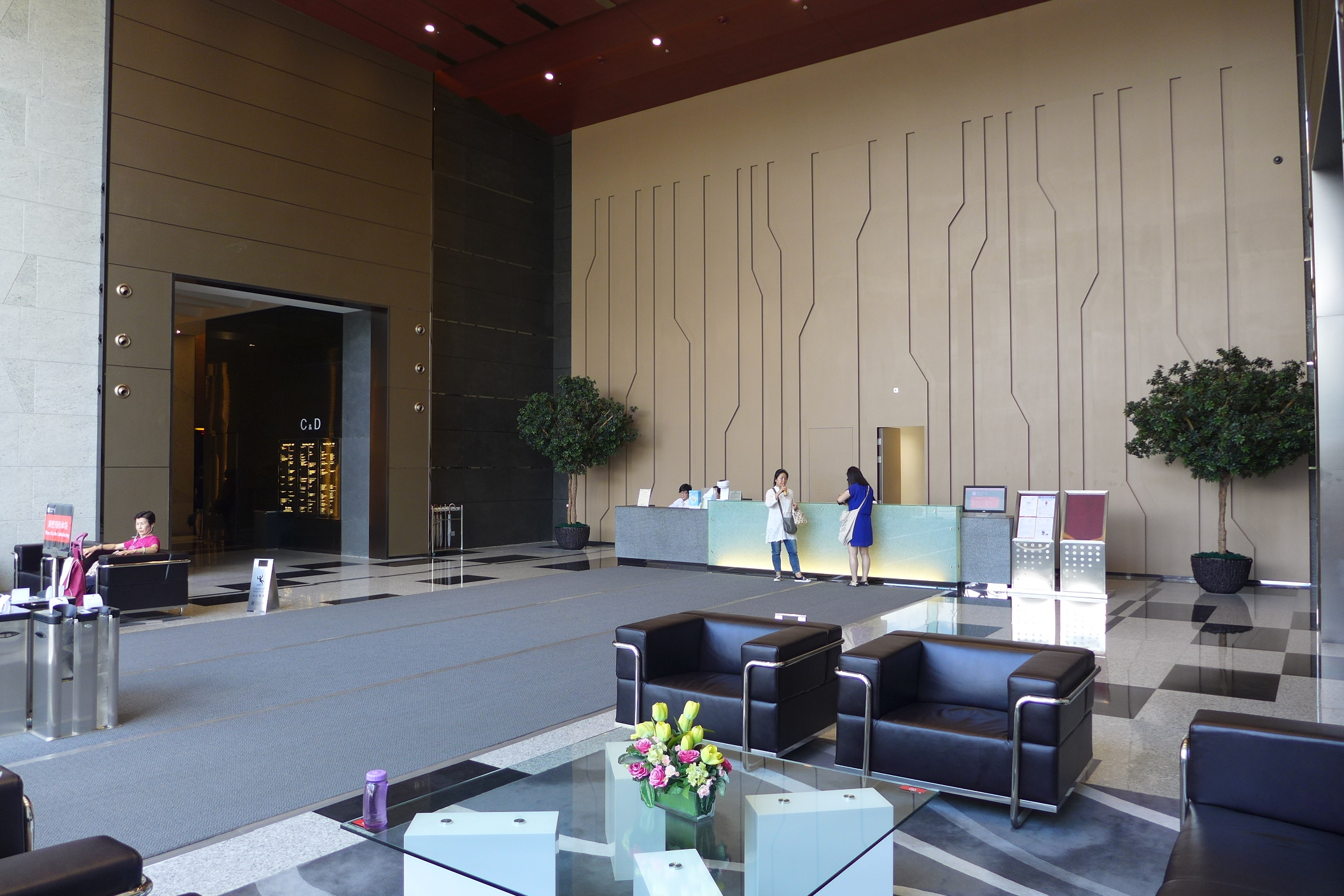
大堂設特高樓底

TML廣場（英語：TML Tower），位於香港新界荃灣海盛路3號，是億京發展旗下的工廈物業。大廈樓高32層，總樓面超過100萬呎，每層面積約3.8萬方呎，於2013年10月落成，毗鄰有線電視大樓及ONE MIDTOWN。地皮由澳洲基金嘉民集團於2010年售予億京發展，作價8.75億元。建築師為ALKF+。第一太平戴維斯作為獨家市務代理出售及物業管理。

## 設計
雖然物業為工廈，但質素與現時新型寫字樓相似。如採用落地玻璃設計，設雲石大堂、高架地台、分體冷氣及特高樓底，個別單位更設獨立洗手間。

## 租戶
- 32樓：Yubo Technology Limited（依飛科技）（A1-A5室）
- 20樓：ITSU World（HK）Limited（A6室）

## 被發現不少單位違契
根據地契條款，大廈只可作工業用途，但有媒體在2017年4月發現，現時不少單位被用作非工業用途，包括哲學學會、會計師行、移民顧問公司、美容學校、教會、佛堂，甚至上市公司辦公室等。地政署表示在大廈發現51個違契單位，會陸續採取行動。物業管理公司仲量聯行未有回應事件，官方網頁有關TML廣場的資料亦被全數刪除。

## 交通
| 交通路線列表                                                                                |
| ------------------------------------------------------------------------------------------- |
| 港鐵 - █ 屯馬綫：荃灣西站B出口（步行約8-10分鐘） - █ 荃灣綫：荃灣站A出口（步行約20-25分鐘） |